# Южен тунец
Южен тунец (Thunnus maccoyii) е вид бодлоперка от семейство Scombridae. Видът е критично застрашен от изчезване.

## Разпространение и местообитание
Разпространен е в Австралия, Аржентина, Бразилия, Индонезия, Мадагаскар, Нова Зеландия, Френски южни и антарктически територии и Южна Африка.
Обитава крайбрежията на океани, морета и заливи в райони с тропически климат. Среща се на дълбочина от 462,5 до 2743 m, при температура на водата около 6,9 °C и соленост 34,4 ‰.

## Описание
На дължина достигат до 2,5 m, а теглото им е максимум 260 kg.
Продължителността им на живот е около 20 години. Популацията на вида е намаляваща.